# 胃小窩
胃小窩（いしょうか、英: gastric pits）とは、胃腺の入り口となる胃内に存在する微小なくぼみ構造のこと。胃小窩は幽門よりも深い胃の他の部位に存在する。ヒトの胃には数百万もの胃小窩が存在する。

## 胃液
胃液は胃小窩と呼ばれる細い管状の構造物中の胃腺から分泌される。健康な成人の胃液には塩酸、ペプシノゲン、粘液が含まれている。ただし、これらのうちペプシノーゲンは塩酸と混ざってpHが低下したことで、プロテアーゼの1種であるペプシンに変化する。なお、塩酸は壁細胞から、ペプシノゲンは主細胞から、粘液は粘液細胞から分泌される。